# 平維叙
平 維叙（たいら の これのぶ、旧字体：平󠄁 維敍）は、平安時代中期の武将。実父は藤原済時とされる。

## 経歴
藤原実資の家人。右衛門少尉から従五位下に昇叙され、永観元年（983年）肥前守、のち陸奥守となった。従弟の平維幹の叙爵の依頼をした。藤原道長にも仕え、貢馬や金峰山参詣に奉仕した。

## 系譜
- 父：藤原済時?
- 母：不詳
- 養父：平貞盛?
- 妻：不詳
  - 男子：平貞叙
  - 男子：平永盛
  - 男子：平維輔